# Polesden Lacey

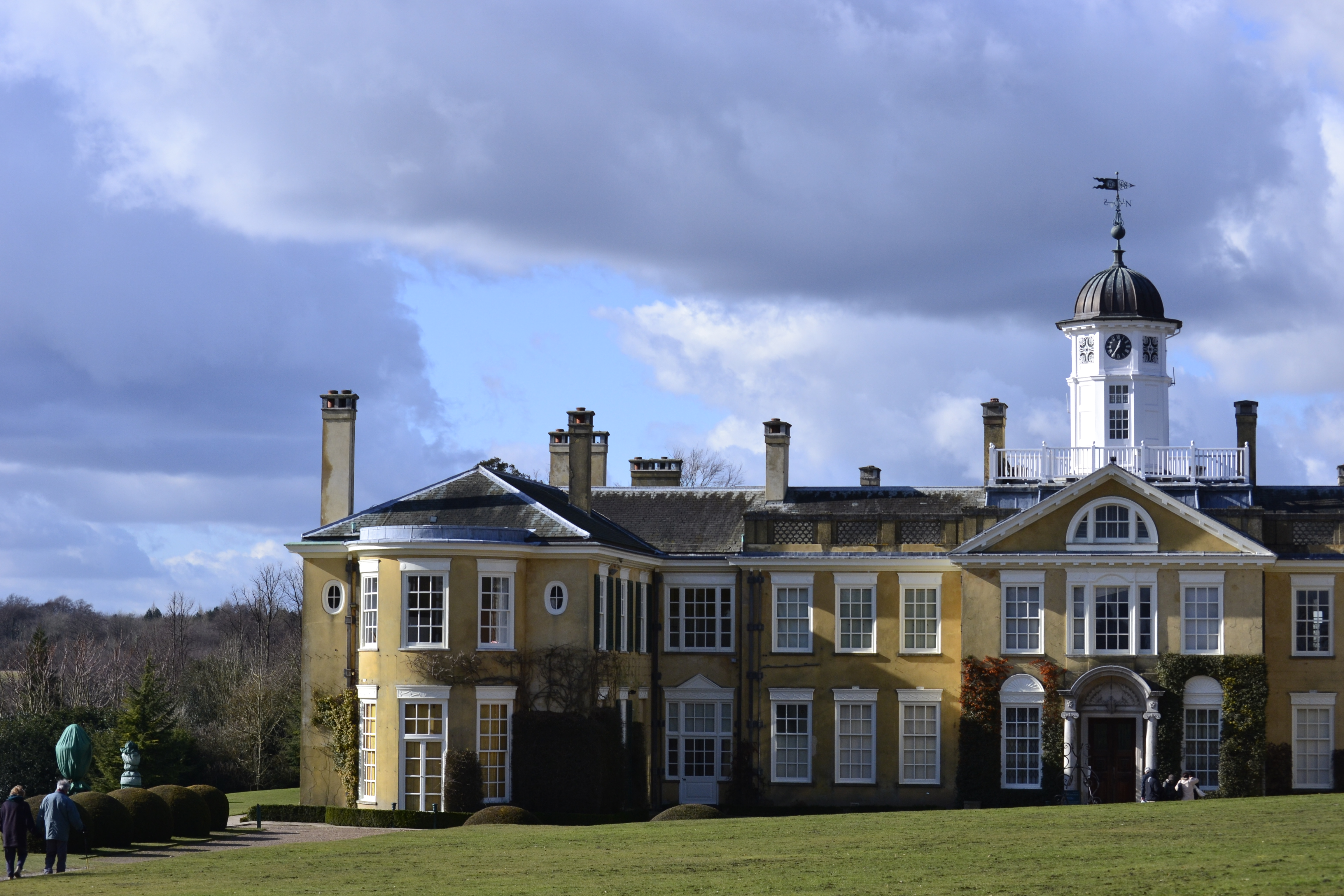
La facciata principale della villa

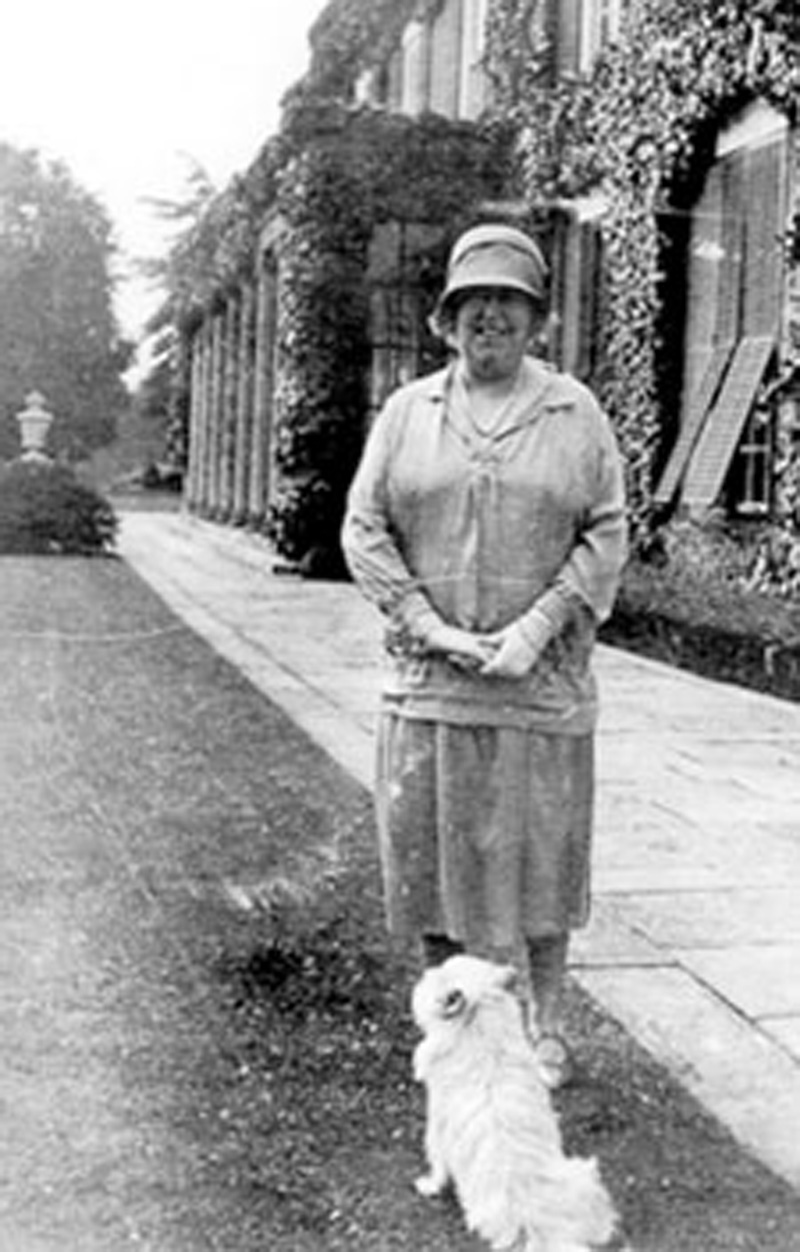
Margaret Greville, storica proprietaria della villa, nel 1920

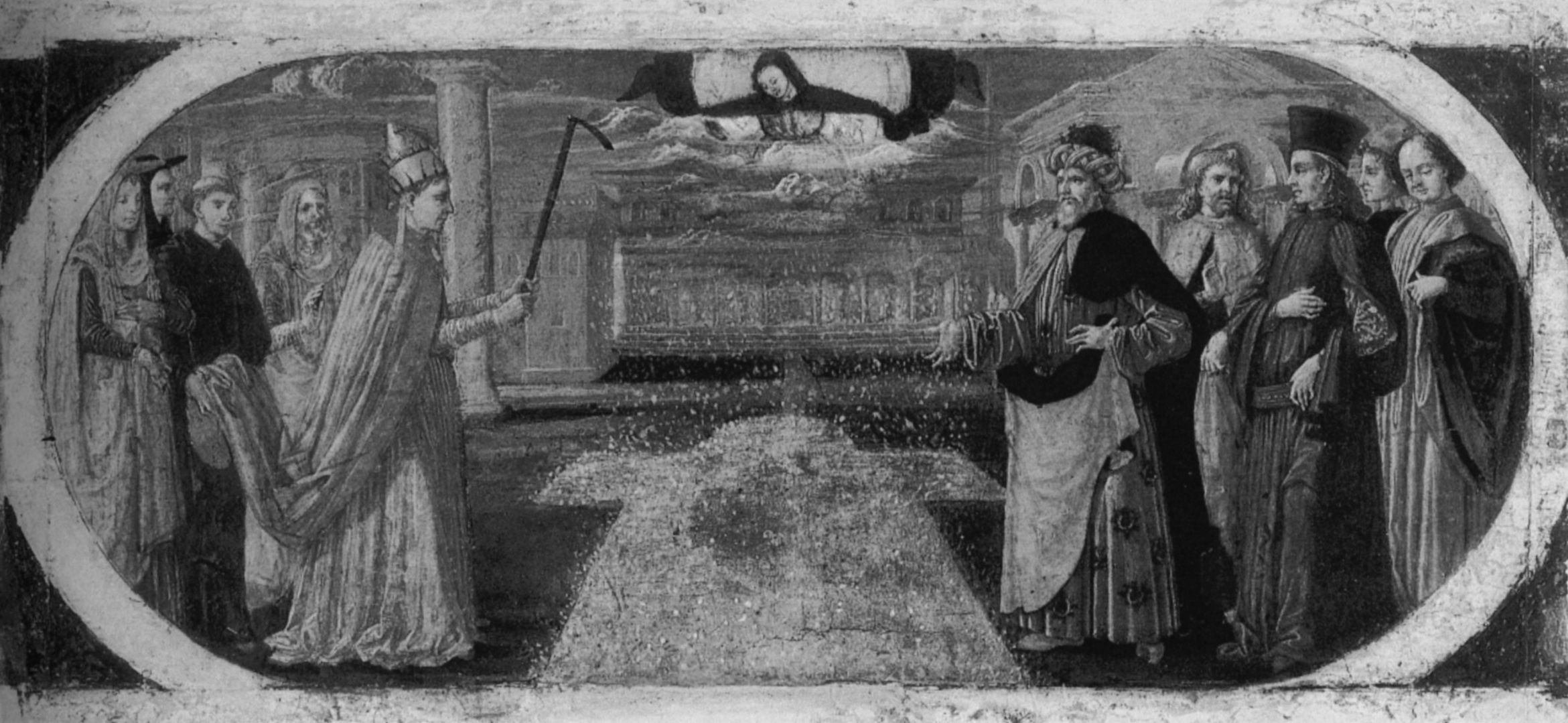
Miracolo della neve, dipinto di Perugino

Polesdey Lacey è una storica residenza di campagna situata nei pressi del villaggio inglese di Great Bookham (dintorni di Dorking), nel Surrey (Inghilterra sud-orientale), che fu costruita in stile Regency  da Cubitt  nel 1824 e che è stata fatta rimodellare nel 1906 in stile edoardiano  dalla sua principale proprietaria, Margaret Greville. La residenza è nota per il fatto di aver annoverato molti ospiti illustri, che comprendevano regnanti e altre celebrità.
Attualmente l'edificio è di proprietà del National Trust.

## Descrizione
Polesden Lace si trova tra Dorking e Leatherhead, a circa 4 miglia da Dorking. La vista da Polesdey Lacey abbraccia le Surrey Hills e la campagna del Surrey.
La tenuta si estende in un'area di 1.400 acri.
Gli interni della villa sono rimasti pressoché intatti rispetto all'epoca in cui vi risiedeva Mrs. Greville : vi si possono ancora ammirare i menù e i lunghi elenchi di menù che animavano un tempo le serate mondane nella villa, oltre che la collezione di arte e ceramiche della Grenville, che comprende, tra l'altro, varie oper di artisti olandesi. Tra le sale principali, figura la Gold Room ("Sala d'Oro"), realizzata per impressionare reali e maharaja.
Fra i dipinti, degno di nota il Miracolo della neve, opera di Perugino. 
La villa è circondata da giardini, in cui spiccano piante quali l'acero e fiori quale le rose e l'iris.
D'estate, nei giardini della villa vengono tenuti spettacoli teatrali e musicali.

## Storia
Sulla tenuta in cui ora sorge l'attuale villa, fu costruita un'abitazione già nel 1336.
In seguito, la tenuta fu acquisita da Anthony Rous e dal celebre poeta Richard Brinsley Sheridan, rispettivamente nel 1630 e nel 1804.
Negli anni venti-trenta del XIX secolo, la tenuta era di proprietà di Joseph Bonsor (morto nel 1835), che vi fece costruire l'attuale villa.
Nel 1906, gli interni furono ampliati per volere dei nuovi proprietari, i Grenville, da Charles Mewès e Arthur Davis, progettatori dell'Hotel Ritz di Londra.
Nel 1923 alloggiarono a Polesden Lacey, durante il loro viaggio di nozze, re Giorgio VI d'Inghilterra e la consorte, la regina Elisabetta. Quest'ultima, durante il suo soggiorno,  commentò:
(Elizabeth Bowes-Lyon)

## Polesden Lacey nella cultura di massa

### Cinema e fiction
- I giardini di Polesden Lacey compaiono in alcune scene del film del 1991, diretto da Stephen Poliakoff, Close My Eyes[1]
- La facciata di Polesden Lacey compare nel film del 1997, diretto da Stefan Schwartz, Big Fish - Sparando al pesce  (Shooting Fish)[1]

## Galleria d'immagini

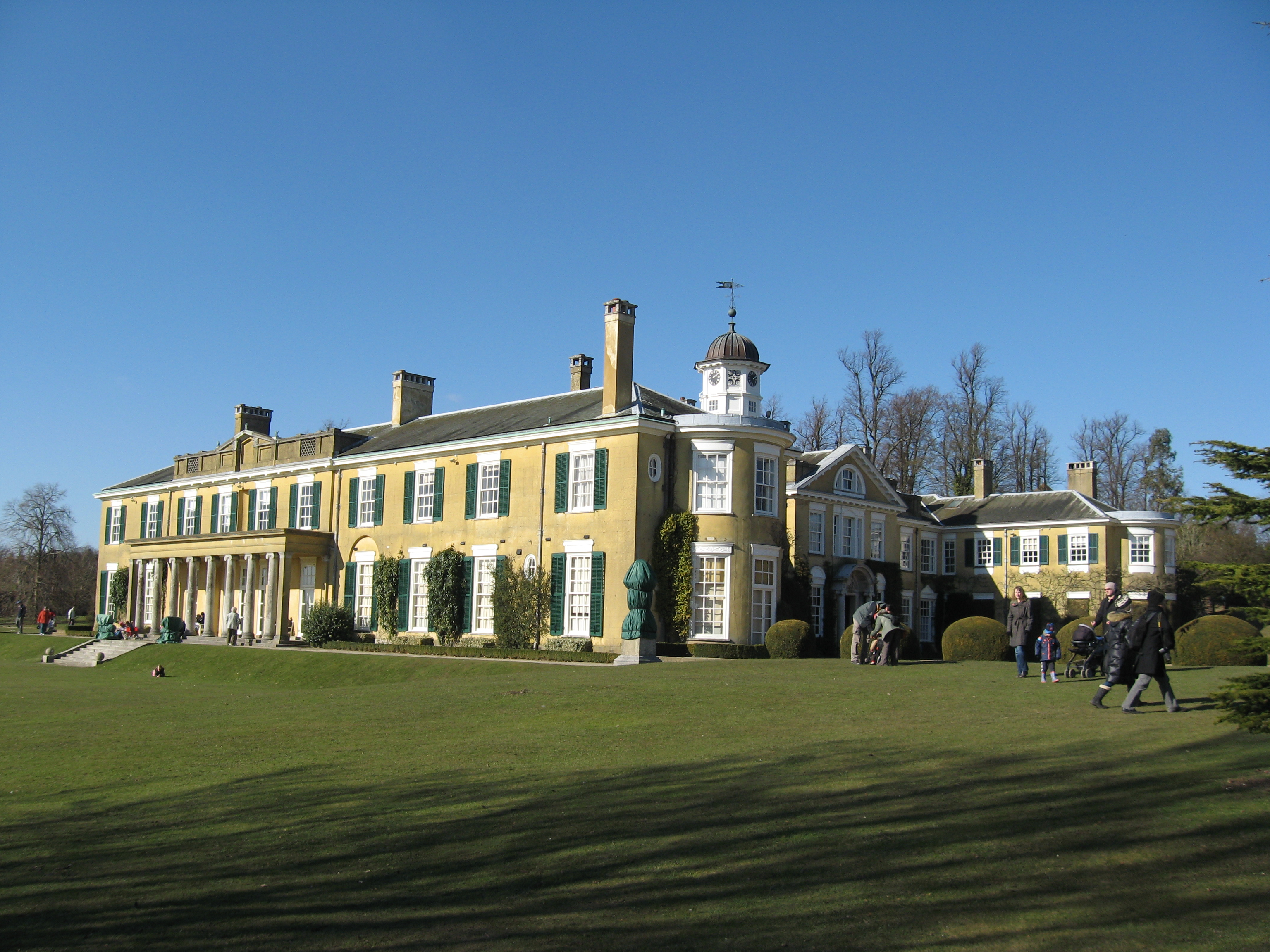
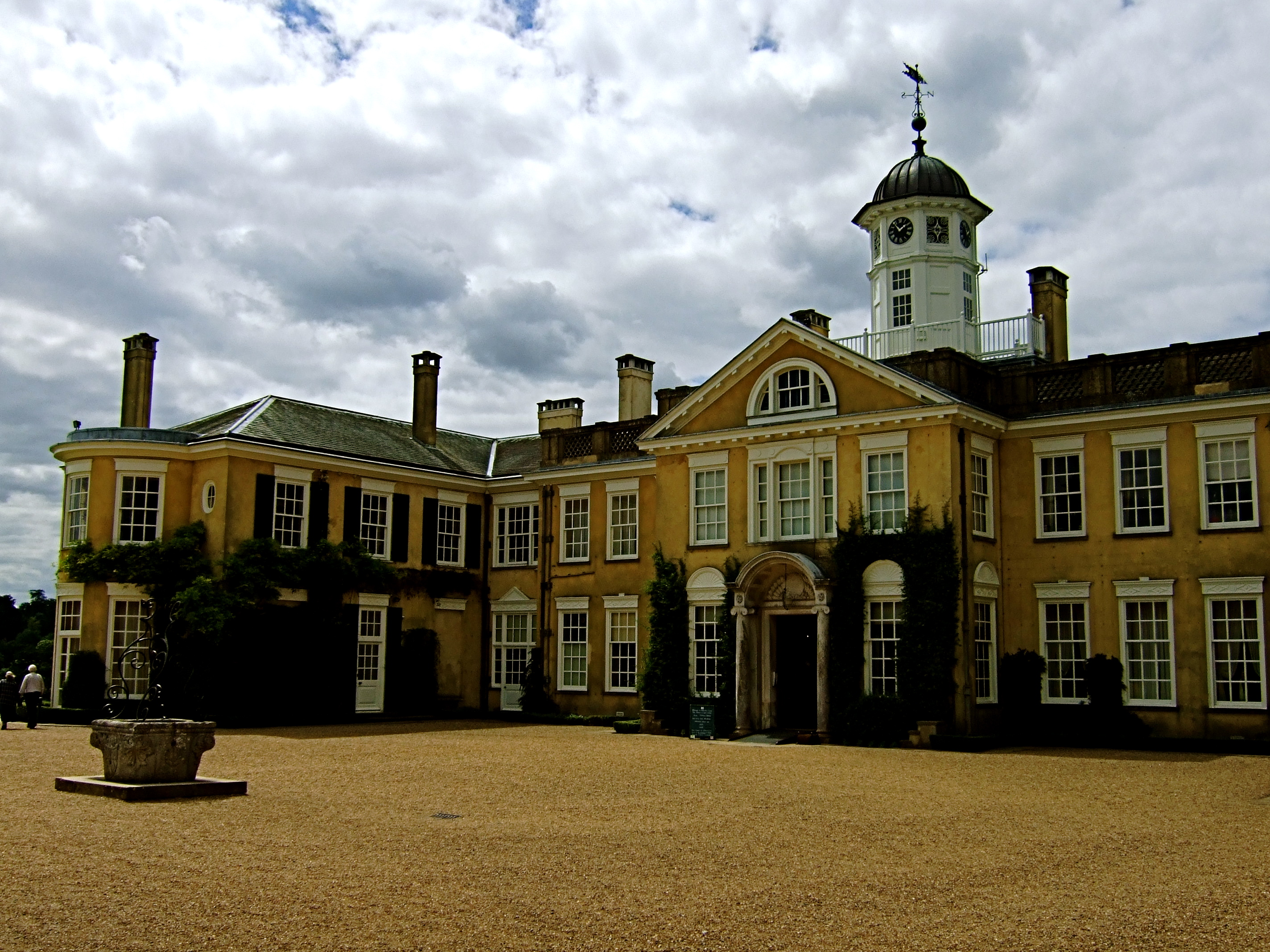
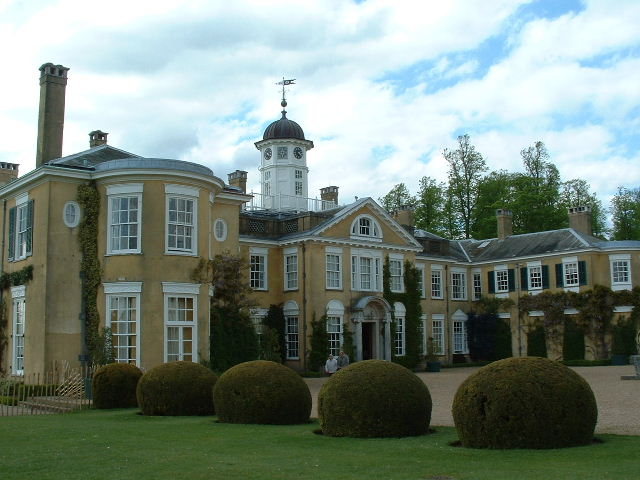
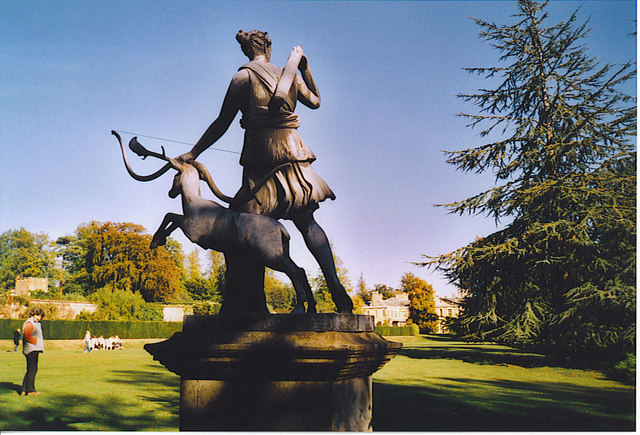
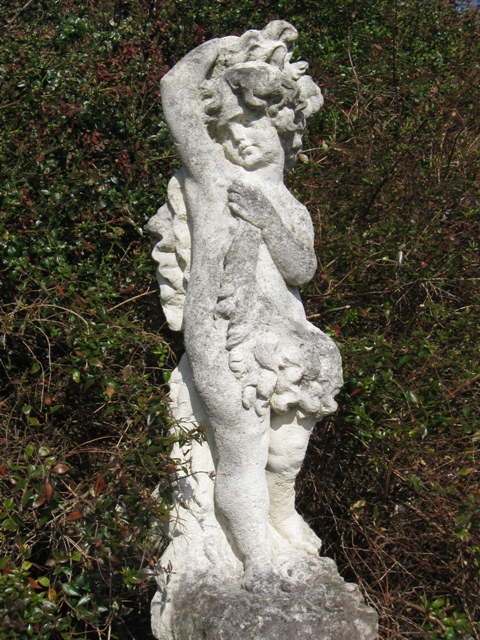

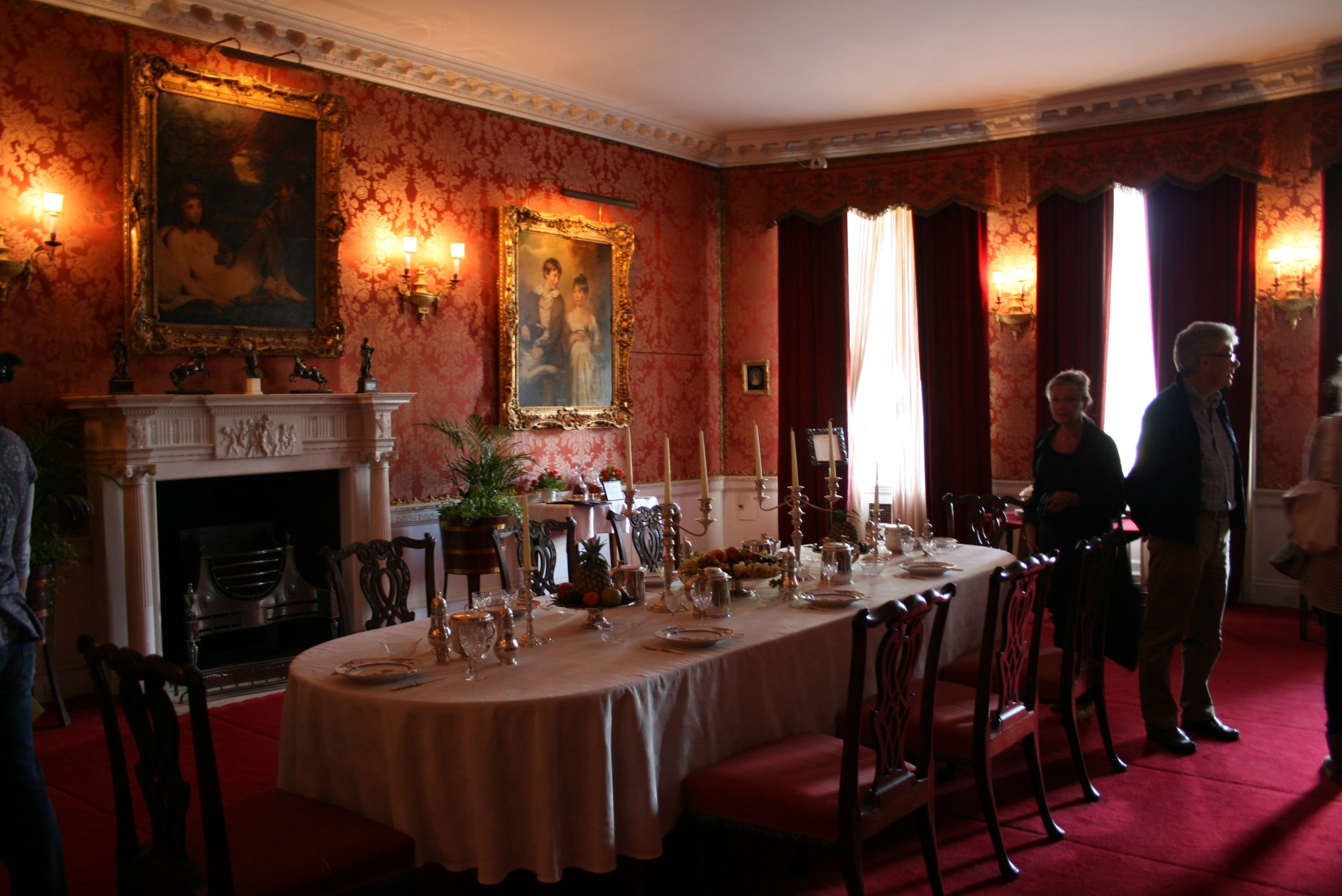
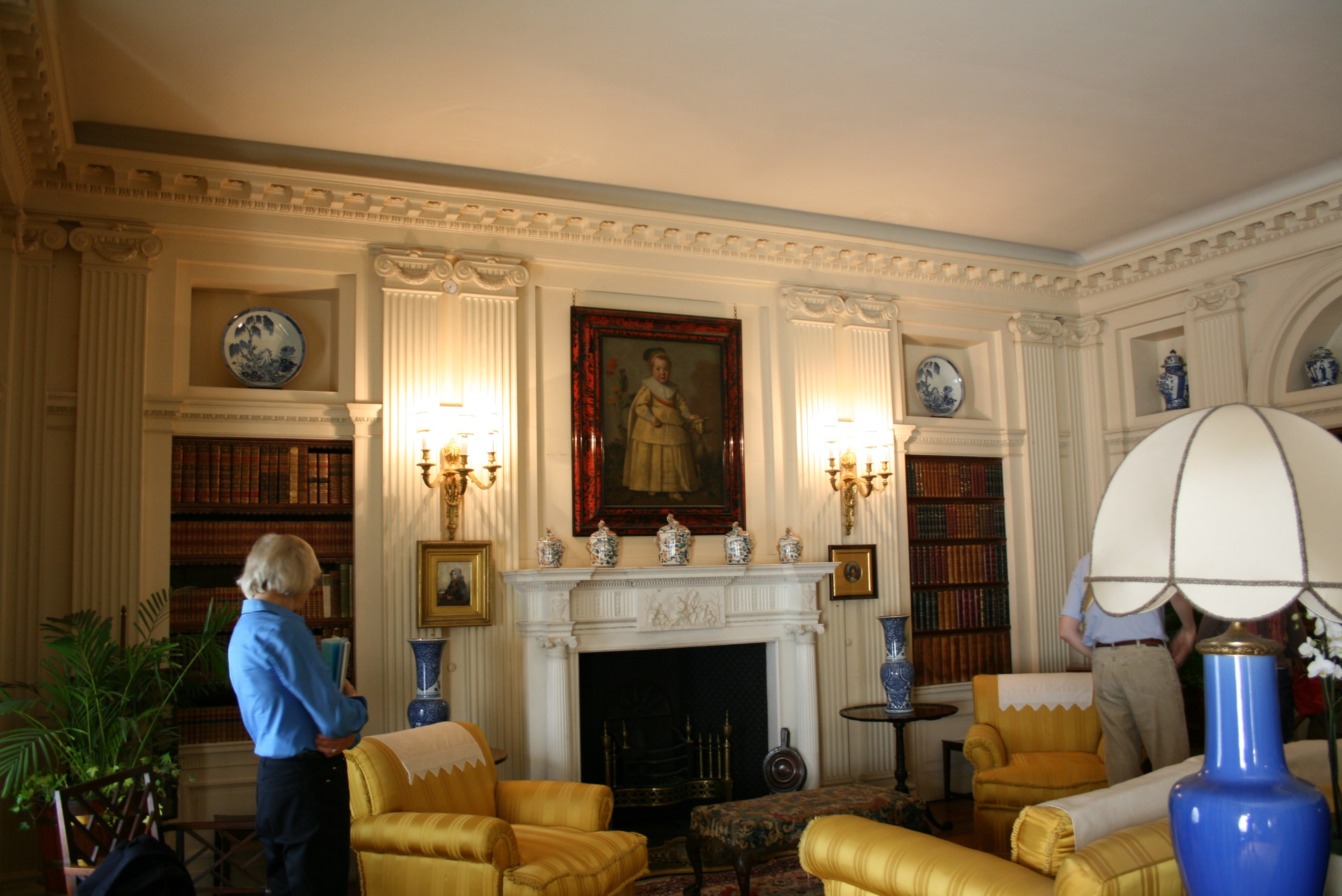
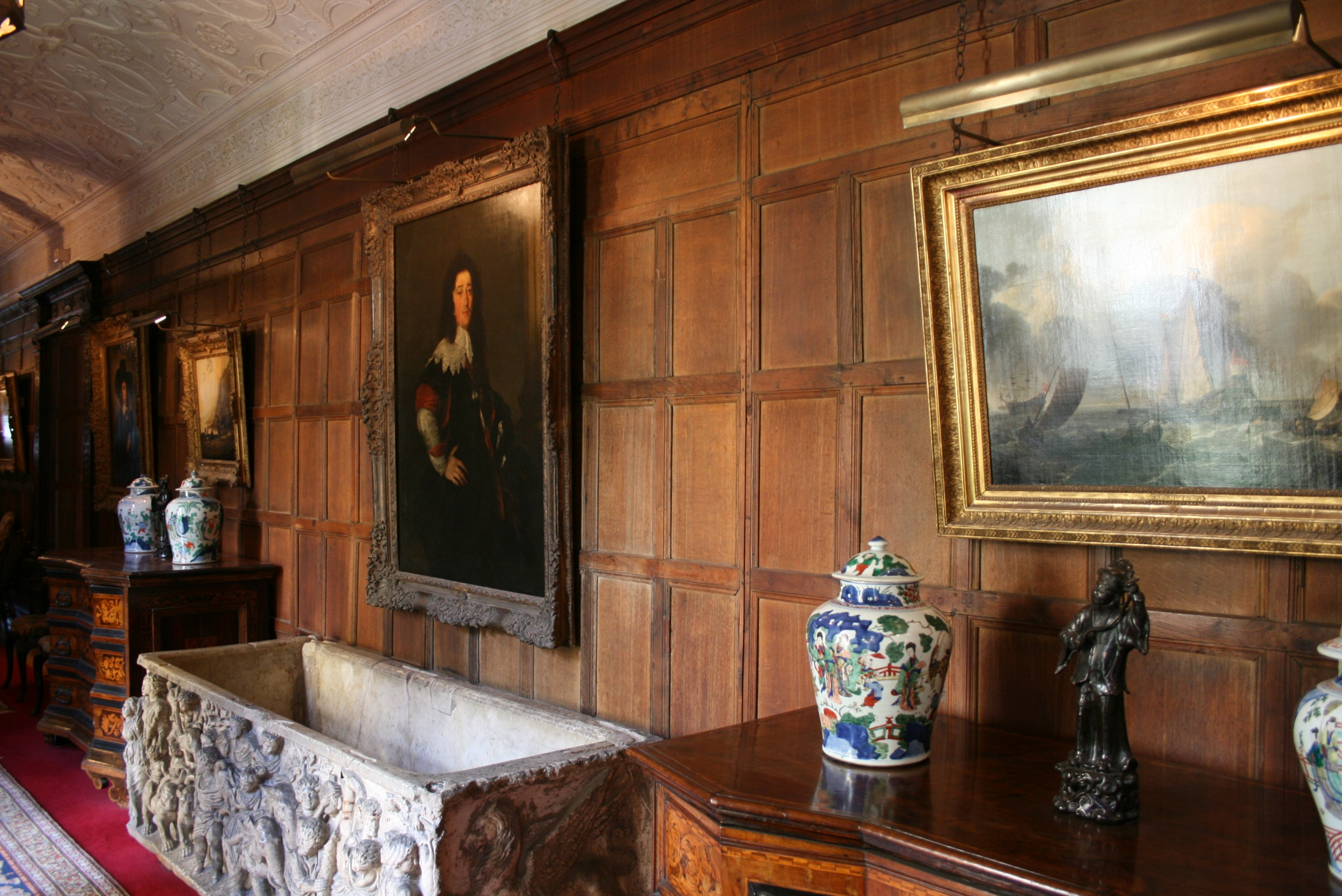
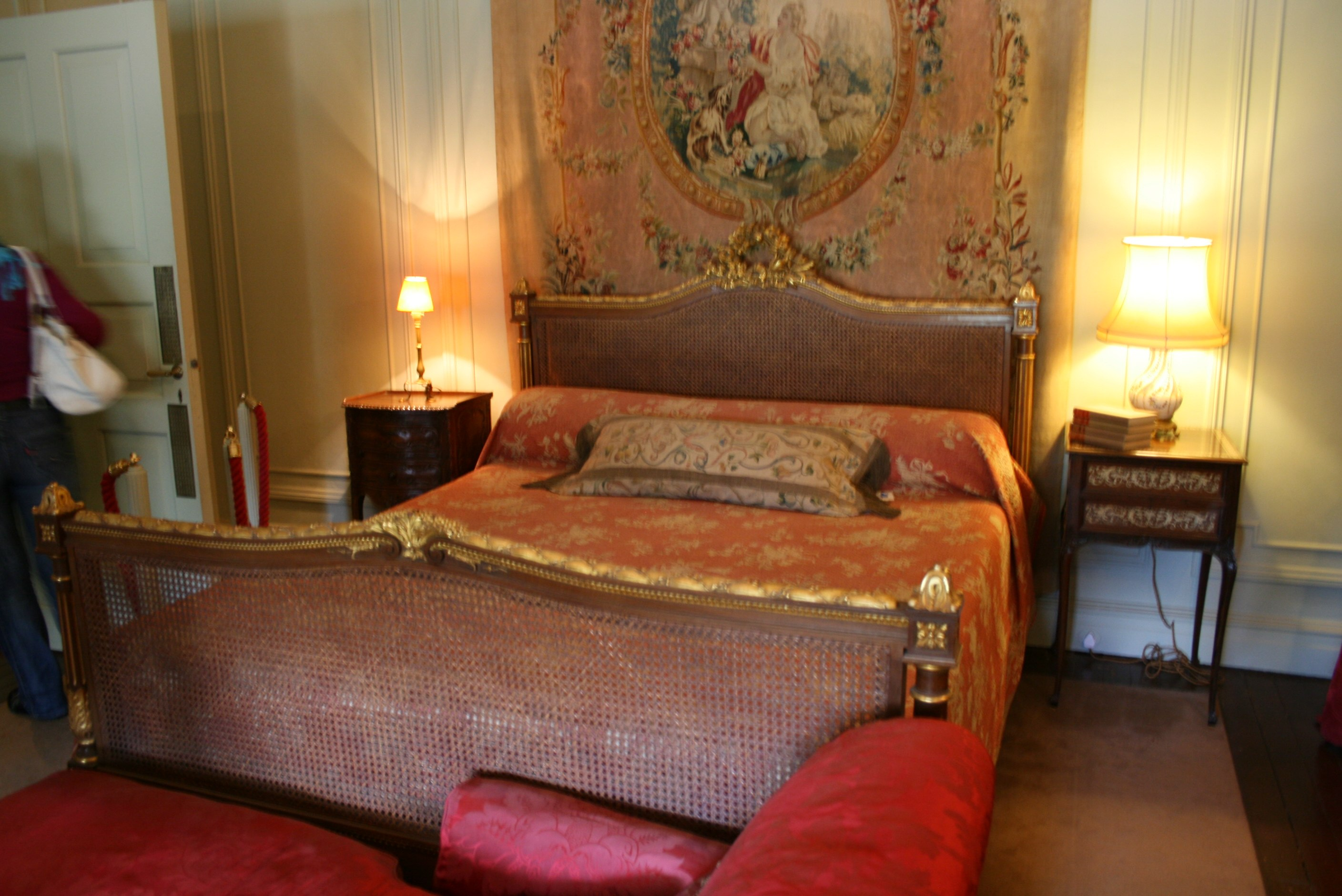
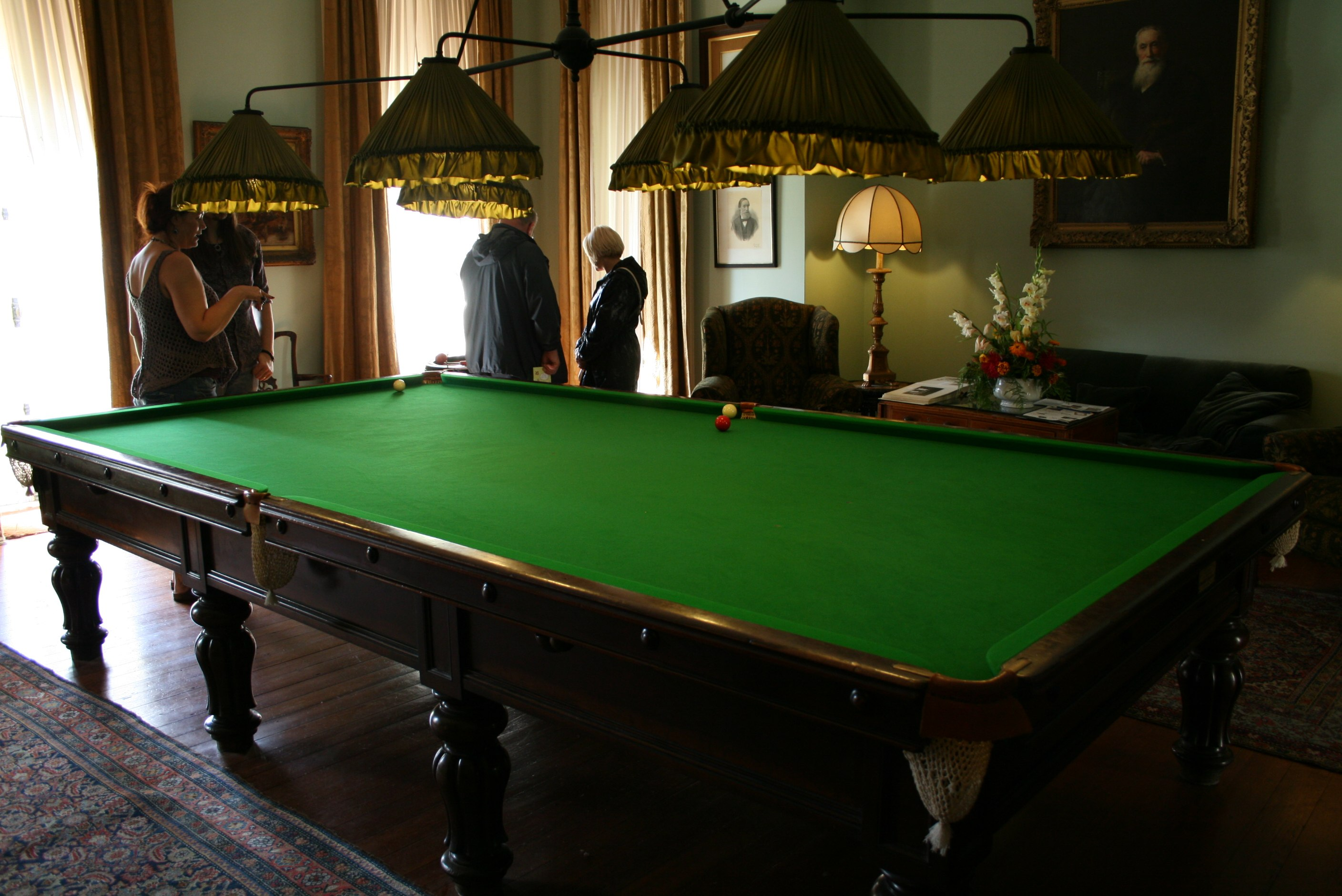